# براكنيل (دائرة انتخابية في المملكة المتحدة)
براكنيل (بالإنجليزية: Bracknell)‏ هي إحدى الدوائر الانتخابية في المملكة المتحدة الممثلة في مجلس العموم في برلمان المملكة المتحدة.
عضو البرلمان الذي يمثلها حالياً هو :Rt Hon Andrew Mackay (Con).